# Bernard Giraudeau
Bernard Giraudeau, född 18 juni 1947 i La Rochelle, död 17 juli 2010, var en fransk skådespelare, filmskapare och författare. Han arbetade för Frankrikes flotta i 15 år innan han sökte sig till teatern. År 1973 filmdebuterade han med en biroll i José Giovannis Hämnden och rättvisan.
Han nominerades till Molièrepriset tre gånger och Césarpriset fem gånger.
Tillsammans med skådespelerskan och författarinnan Anny Duperey fick han två barn varav dottern Sara Giraudeau också blev skådespelerska. Han avled i cancer endast 63 år gammal.